# Dunkle Europäische Biene
Die Dunkle Europäische Honigbiene (Apis mellifera mellifera), auch Dunkle Biene genannt, ist eine natürlich entstandene Unterart der Westlichen Honigbiene (Apis mellifera). Sie ist die einzige auf der Alpennordseite ursprünglich einheimische Honigbiene und der Urtyp aller Honigbienen.
Als Wildtier lebten Dunkle Bienen, seit etwa 10.000 Jahren, als einzige endemische Honigbiene, in zahlreichen europäischen Waldgebieten von Frankreich bis Sibirien. Ihre Verdrängung durch Zuchtformen  sowie ihre Bekämpfung, um Kreuzungen zu verhindern, haben dazu geführt, dass die Dunkle Biene seit dem Zweiten Weltkrieg in weiten Teilen Europas so gut wie ausgestorben ist.

## Ursprüngliche geografische Verbreitung
Untersuchungen aus dem Jahr 2013 zeigen, dass die Ur-Honigbiene (Apis) schon vor 25 Millionen Jahren in Europa lebte. Während der verschiedenen Phasen des Eiszeitalters wanderten Völker dieser europäischen Ur-Honigbiene zwischen Nord- und Südeuropa hin und her. Während der letzten Eiszeit, die vor rund 11.700 Jahren endete, waren die Alpenländer Schweiz und Österreich vollständig mit Eis bedeckt. Die Ur-Biene zog sich wieder nach Südeuropa zurück. Rund um das Mittelmeer, wo der Meeresspiegel wegen der Eiszeit bis 90 Meter tiefer lag und zwischenzeitlich neues Land entstand, fand sie dichte Küstenwälder und andere klimatisch begünstigte Gebiete vor.

### Entwicklung der M-Gruppe
Die unterschiedlichen Zonen auf der Iberischen Halbinsel, in Südfrankreich, Italien und auf dem Balkan boten ideale Voraussetzungen für die Bildung isolierter Populationen, aus denen sich zwei Gruppen der Westlichen Honigbiene (Apis mellifera) entwickeln konnten: In Italien und auf dem Balkan die C-Gruppe, unter anderem mit der Carnica- und Ligustica-Biene. In Südfrankreich war es die M-Gruppe der Dunklen Bienen aus Nord- und Westeuropa sowie Nordafrika.
Aus der M-Gruppe entwickelten sich auf dem europäischen Kontinent zwei Unterarten:
- Dunkle Europäische Biene (Apis mellifera mellifera) nördlich der Alpen, Nord- und Osteuropa
- Iberische Biene (Apis mellifera iberica) in Spanien und Portugal

sowie in Nordafrika:
- Saharabiene (Apis mellifera sahariensis)
- Tellbiene (Apis mellifera intermissa)
- Rifbiene (Apis mellifera major)

### Ausbreitung
Ab dem Ende der Eiszeit vor 11.700 Jahren erwärmte sich das Klima auf dem europäischen Kontinent wieder. Auf der Iberischen Halbinsel hatte sich die Unterart der Iberischen Biene etabliert (die wie die Dunkle Biene zur M-Gruppe gehört), in Italien die Ligustica-Biene und auf dem Balkan bis nach Wien die Carnica-Biene (beide aus der C-Gruppe). Die neu entstandene Unterart der Dunklen Biene musste den 1200 Kilometer langen und bis 250 Kilometer breiten Alpenbogen überwinden, um ihr künftiges Territorium auf der Alpennordseite zu erreichen. Von der französischen Mittelmeerküste aus verbreitete sich die Dunkle Biene vor 9000 Jahren in einer Zangenbewegung rund um die Ostflanke respektive die Westflanke der Alpen nach Deutschland vor – und von dort in einer Nord-Südbewegung in die Alpentäler von Österreich und der Schweiz. Die Dunkle Biene folgte dabei einer «Pionierpflanze», der Hasel. Diese hat eine Ausbreitungsgeschwindigkeit von 1,5 Kilometern pro Jahr. Mit der sich ständig nach Norden verschiebenden «Haselnuss-Linie» schaffte die Dunkle Biene die 2600 Kilometer lange Strecke vom 42. Breitengrad (bei Perpignan) um den Alpenbogen herum bis zum 60. Breitengrad (bei Stockholm) in 1700 Jahren.
Europäische Auswanderer nahmen die Dunkle Biene in sämtliche gemäßigten Zonen der anderen Kontinente mit. Um 1850 erreichte die Dunkle Biene ihre weltweit größte Verbreitung.

## Merkmale

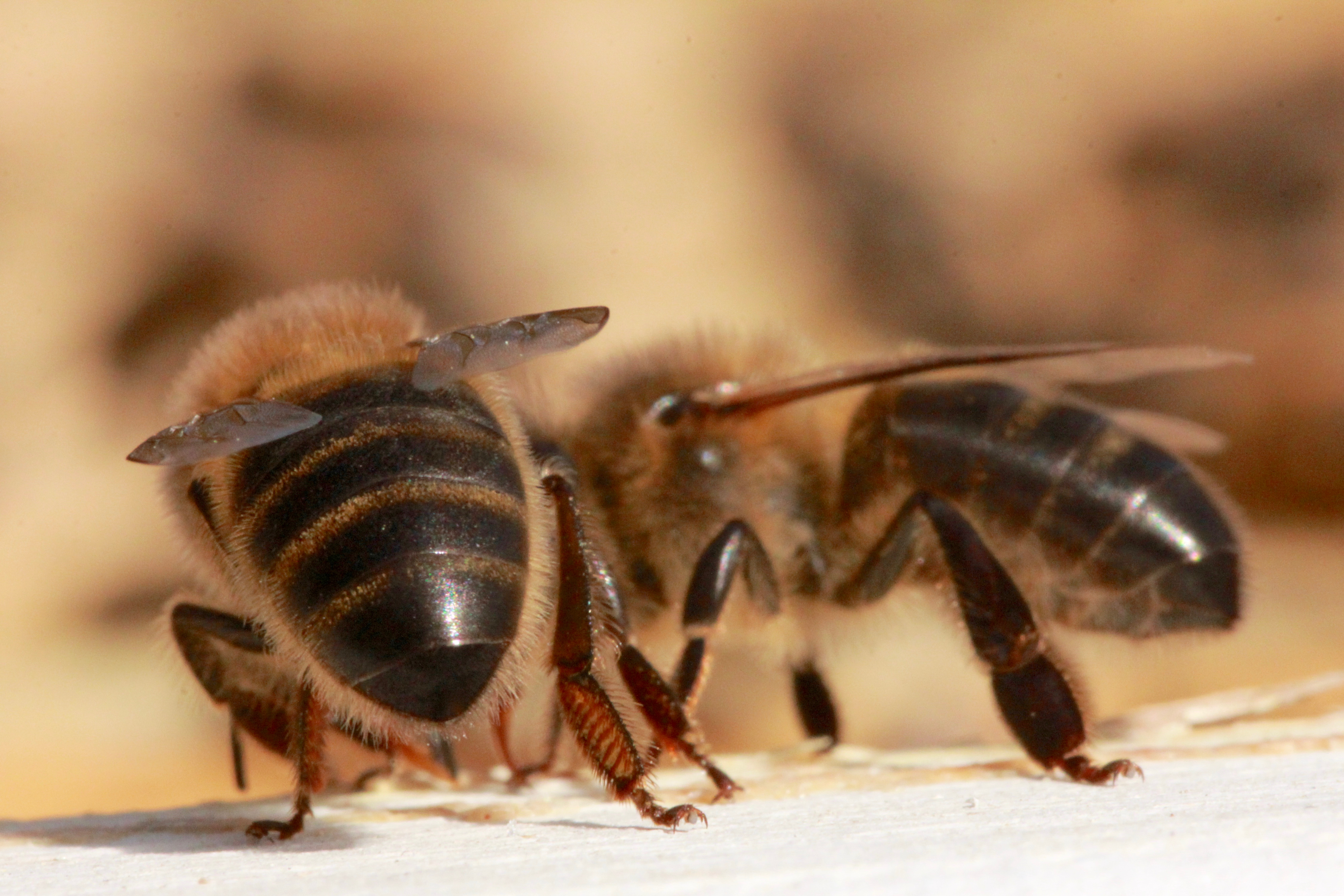
Der breite, schwarze Hinterleib mit den schmalen Filzbinden und dem stumpfen Ende ist typisch für die Dunkle Biene (Apis mellifera mellifera).

Die Dunkle Biene unterscheidet sich morphologisch deutlich von der Carnica und Ligustica, den beiden weltweit am häufigsten gehaltenen Honigbienen. Zur Bestimmung hilft die Beschreibung des Bienenforschers Friedrich Ruttner aufgrund von Exponaten und Daten aus dem Zeitraum vom 19. Jahrhundert bis in die heutige Zeit:
Die Dunkle Biene lässt sich von den anderen Unterarten der Westlichen Honigbiene anhand ihres schwarzen Chitinpanzers und der dunkelbraunen Behaarung des Brustsegments unterscheiden. Lokale Populationen in der Schweiz und in Österreich, die eine schwarze Haarfarbe und pigmentierte Flügel aufweisen, werden auch Apis mellifera mellifera Nigra genannt (von lat. nigra = die Schwarze).

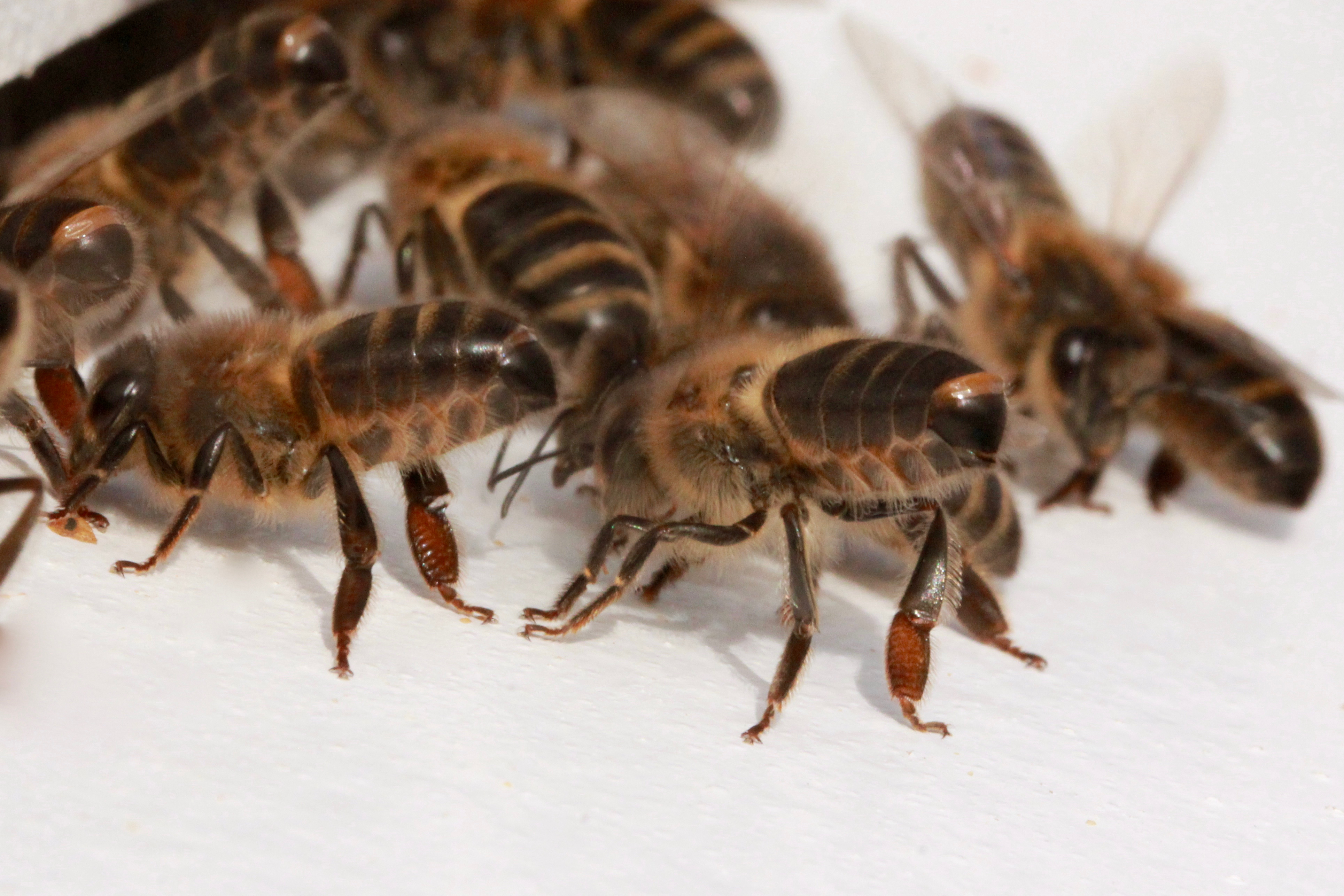
Sterzelnde Dunkle Bienen (Apis mellifera mellifera) vor dem Flugloch. Deutlich zu erkennen sind der breite, schwarze Hinterleib mit den schmalen Filzbinden und dem stumpfen Ende.

Die Dunkle Westliche Honigbiene hat sowohl den längsten, breitesten Körper als auch den kürzesten Saugrüssel unter den Honigbienen. Weitere Unterschiede zur Honigbiene sind der vergleichsweise dicke, schwarze Hinterleib mit seinem stumpfen Ende, die schmalen Filzbinden zwischen den Rückenplatten des Hinterleibes und das lange Überhaar (0,40 bis 0,50 mm) auf der fünften Rückenplatte.

Flügelstruktur und Kubitalindex der Dunklen Biene

Bei der internen Fügelstruktur weist die Dunkle Biene hinsichtlich der Aderung weitere Unterschiede zur Westlichen Honigbiene auf. Der Kubitalindex ihrer Vorderflügel ist kleiner als bei der Italienische Biene oder der Kärntner Biene.
Weitere Unterscheidungsmerkmale im Flügelgeäder der Dunklen Biene sind ein Hantelindex unter 9,32 und eine Diskoidalverschiebung im negativen Bereich.

## Eigenschaften
Die Eigenschaften eines Bienenvolkes hängen weniger von der Unterart ab als vom lokalen Klima und Trachtangebot sowie von der jahrzehntelangen Selektion und der Betriebsweise der Imker. Angeblich von der Unterart abhängige Unterschiede halten wissenschaftlichen Überprüfungen nicht stand.
Zwischen dem 46. Breitengrad (in den Schweizer Alpentälern) und dem 60. Breitengrad (bei Stockholm) ist das vom Atlantik geprägte Klima oft rau, mit einem wechselhaften Frühling und immer öfter verregneten Sommermonaten. Die Dunkle Biene reagiert darauf und passt Volksentwicklung, Bruttätigkeit und Futterverbrauch dem lokalen Klima und Trachtangebot an. Friedrich Ruttner fasst die Eigenschaften der Mellifera zusammen: «Die Dunkle Biene zeigt eine extreme Vorsicht als Überlebensstrategie in einer harten Umwelt.»

### Bruttätigkeit
So beginnt die Bruttätigkeit der Mellifera im Frühling nicht «explosionsartig», sondern dosiert und angepasst an das lokale Klima und Trachtangebot. Auch den Höhepunkt ihrer Bruttätigkeit «steuert» die Mellifera dosiert an: Zur Sonnenwende ist das Brutnest der Dunklen Biene immer noch kompakt, was das Überleben des Volkes sichert und zu langlebigen Bienen führt. Andere Unterarten setzen den Honig sofort in Brut um, die dann mangels Futter verhungern kann.
Von den britischen Inseln bis in den Ural sowie von den Alpen bis nach Skandinavien hat die Dunkle Biene die gleichen genetischen Eigenschaften. Weil sich aber das lokale Klima und Trachtangebot quer durch Europa unterscheiden, bildeten sich lokale Ökotypen. In Südwestfrankreich etwa blüht im Departement Les Landes die Heide als wichtigste Trachtpflanze erst von Juli bis Ende August. Der dortige lokale Ökotyp beginnt deshalb seine Bruttätigkeit frühestens Ende April. In der Region um Paris dagegen blühen die ersten Obstbäume schon im März, und die Tracht endet Anfang Juli mit der Edelkastanie. Bei dieser typisch mitteleuropäischen Frühtracht beginnt der lokale Ökotyp seine Bruttätigkeit schon im Februar.
Das kompakte Brutnest der Mellifera ist umgeben von einem breiten Pollenkranz und darüber einem schweren Honigkranz. Im Gegensatz zu den anderen Unterarten speichern die Dunklen Bienen den Pollen sogar unter dem Brutnest. Eine solche Nähe von Brut und Vorräten ist typisch für den «Hüngler-Typ» unter den Honigbienen, also für Völker, die bei Futtermangel ihre Bruttätigkeit einschränken, damit sie keinen Hunger leiden müssen.

### Honigleistung
Vergleichende Untersuchungen aus den 1960er-Jahren zeigen, dass bei normaler Massentracht die durchschnittliche Honigleistung von Mellifera-Völkern 20 Prozent kleiner war als jene von Carnica-Völkern. Bei kritischen Trachtbedingungen war die durchschnittliche Honigleistung der Mellifera jedoch größer als jene der Carnica. Der Grund für diese Diskrepanz liegt darin, dass die Carnica-Königinnen schon in den 1960er-Jahren aus Zuchtbeständen mit drohnensicheren Belegstellen kamen, die Mellifera aber erst seit den 1990er-Jahren unter kontrollierten Bedingungen gezüchtet wird. Bei kritischen Trachtbedingungen ist die Dunkle Biene hingegen anderen Unterarten überlegen, weil sie auf das wechselhafte atlantische Klima der Alpennordseite reagieren kann. Mit dieser Eigenschaft bringt die Dunkle Biene langfristig und über alle Völker verschiedener Bienenstände einer Region gesehen den gleichen Honigertrag wie andere Unterarten.

### Pollen-Sammeltrieb

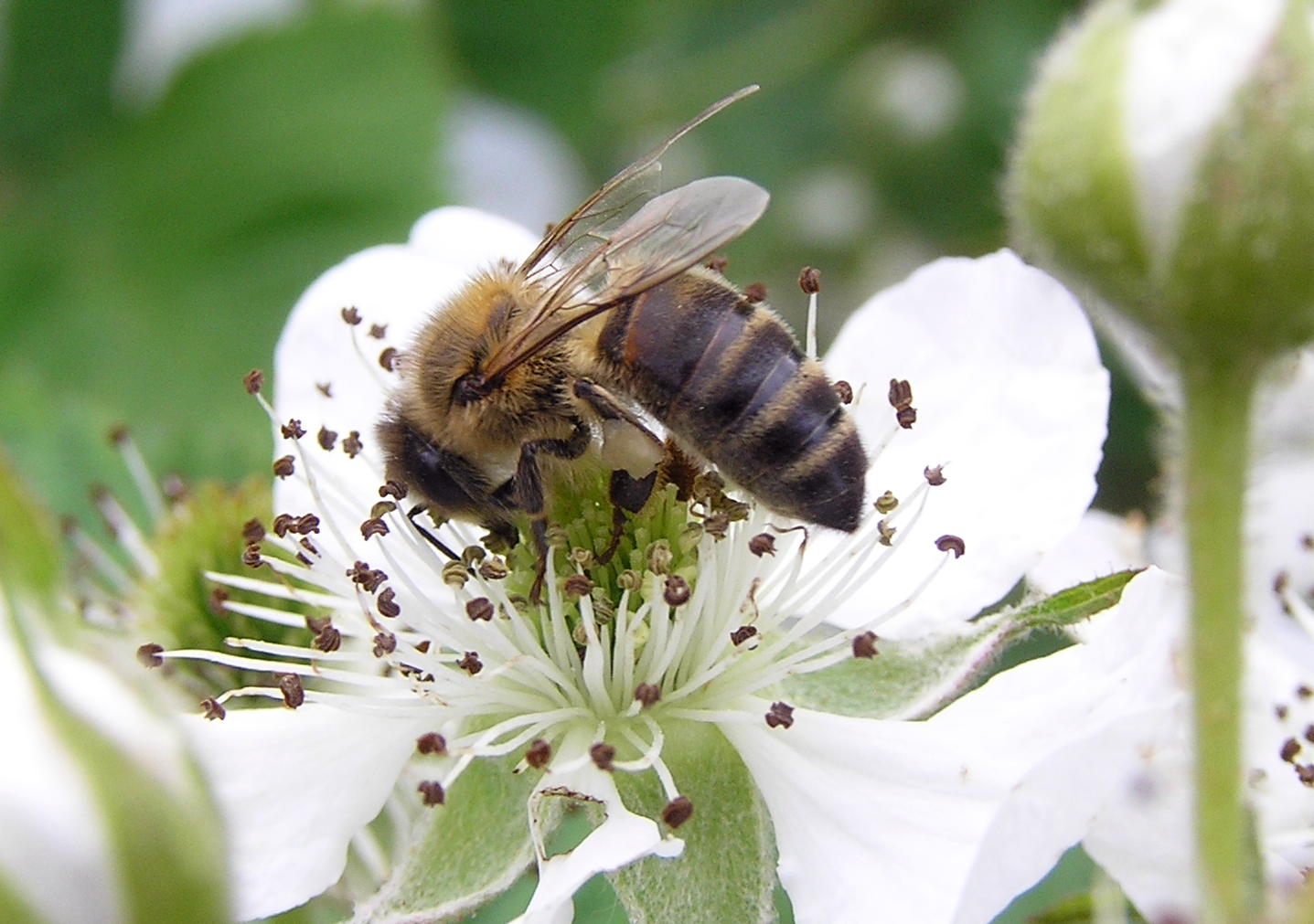
Apis mellifera mellifera beim Besuch einer Blüte

Ein leistungsstarkes Mellifera-Volk sammelt in der Haupt-Tracht jährlich bis zu 30 kg Pollen. Der eiweißreiche Blütenstaub wird in einem breiten Pollenkranz als Futter für die Larven direkt um das kompakte Brutnest gelagert und mit Nektar sowie Enzymen haltbar gemacht. So hat die Dunkle Biene auch bei andauernden Schlechtwetterlagen einen großen Pollenvorrat. Beim starken Pollen-Sammeltrieb der Dunklen Biene kann der Imker während der Haupt-Tracht bis 30 Prozent der Pollen entnehmen. Getrocknete Blütenpollen oder tiefgekühlte Frischpollen werden als Nahrungsergänzungsmittel mit therapeutischer Wirkung angeboten.
Ein Nebeneffekt des starken Pollen-Sammeltriebes ist der pollenreiche, sehr aromatische Honig der Dunklen Biene mit einem besonders ausgewogenen Geschmack.

### Propolis-Sammeltrieb
Die Dunkle Biene sammelt sehr viel Propolis und verkittet damit auch kleinste Ritzen im Innern der Bienenbeute. Bis zu 250 Gramm Propolis pro Volk und Jahr sind keine Seltenheit, das sind bis zu drei Mal mehr als die anderen Unterarten. Der Imker erntet die Propolis mit einem speziellen, feinmaschigen Kunststoffgitter, dessen störende Zwischenräume die Honigbienen eifrig verkitten. Der so gewonnene Rohstoff wird in 70- bis 75-prozentigem Alkohol aufgelöst und gefiltert. Propolis-Tinkturen oder -Öle werden wegen ihrer antibiotischen, antiviralen und antimykotischen Wirkung gegen Infekte sowie Erkrankungen im Mundbereich und in den Atemwegen eingesetzt. Als Arzneimittel ist Propolis zulassungspflichtig und darf nicht ohne Zulassung vertrieben werden.

### Schwarmneigung
Je nach lokalem Klima und Trachtangebot ist die dosierte Bruttätigkeit mit einem geringen Schwarmtrieb des Melliferavolkes verbunden, das seine Ressourcen auf das Überleben des bestehenden Volkes konzentriert. Dies hat für den Imker den Vorteil, dass die Honigernte der Dunklen Biene in wetterkritischen Jahren größer ist als bei anderen Unterarten.

### Winterhärte
Bei der Einwinterung ist das Melliferavolk zahlenmäßig stark, die vom Bienenvolk gebildete Wintertraube aber kleiner als bei anderen Unterarten. Die Dunklen Bienen sitzen extrem dicht aufeinander, damit sie die Wärme in der Wintertraube halten können. Sie halten in der Regel eine ausgedehnte Brutpause ein. Das schont die Winterbienen, weshalb das Melliferavolk auch mit einer großen Auswinterungsstärke in den Frühling startet. Die Bienenforscher Gottfried Götze und Enoch Zander überwinterten ihre Melliferavölker «ohne jede Zuckerfütterung, nur auf dem späten Waldhonig, ohne nachteilige Folgen». Waldhonig aus den zuckerhaltigen Ausscheidungen (Melezitose) von Pflanzenläusen auf Nadelbäumen kristallisiert in den Wabenzellen und kann dann von den meisten Honigbienen-Unterarten nicht mehr verwertet werden. Bei diesen Unterarten tritt ein starker Populationsverlust ein, sobald der Melezitose-Gehalt im Honig eines überwinternden Volkes 10 Prozent überschreitet.

## Verdrängung
Jahrhundertelang war die Dunkle Biene die ursprüngliche Honigbiene Mittel- und Nordeuropas. Höhepunkt ihrer Verbreitung erreichte sie etwa um 1850, bevor sie (bis auf wenige Restbestände) durch Verdrängungszucht nahezu ausgerottet wurde und aus vielen Wäldern verschwand.
Ab der zweiten Hälfte des 19. Jahrhunderts wurde die Dunkle Honigbiene durch die Einfuhr südlicher und östlicher Rassen teilweise verkreuzt. Mancherorts führte die bei den Hybriden erhöhte Stechlust zu einer kompletten Umweiselung (hier: Umstellung der Bienenarten) ganzer Gebiete, meist auf die eingeführte Kärntner Biene (Apis mellifera carnica). Dies führte zu ihrer Verdrängung in nahezu allen Regionen ihres ursprünglichen Verbreitungsgebiets.
In  Deutschland gilt die Dunkle Biene nach dem Verschwinden der letzten Mellifera-Population 1975 in der Kleinstadt Suhl am Südhang des Thüringer Waldes als ausgestorben.

## Geografische Verbreitung heute
In den meisten Ländern Europas gibt es, wenn sich die Dunkle Biene überhaupt erhalten konnte, nur noch kleine Mellifera-Populationen. Dazu gehören unter anderen Großbritannien, Frankreich, Belgien, Dänemark, Norwegen, Schweden und Finnland. Einzig an den Rändern Europas, in Irland und in Russland, sichern große Mellifera-Populationen den Bestand der einheimischen Honigbiene nördlich der Alpen.
In der Schweiz gibt es heute rund 15'000 reinrassige Völker der Dunklen Biene, was zehn Prozent der gesamten Völkerzahl in der Schweiz entspricht.
In Österreich gibt es heute rund 1000 reinrassige Völker der Dunklen Biene, was einem Prozent der gesamten Völkerzahl in Österreich entspricht.
In Deutschland arbeiten mittlerweile mehrere Organisationen unabhängig voneinander daran, die Mellifera in Deutschland wieder anzusiedeln. Ein Arterhaltungsprojekt, an dem das Jane-Goodall-Institut beteiligt ist, möchte bestehende Initiativen zusammenführen und so perspektivisch eine dauerhafte Wiederansiedlung in Deutschland ermöglichen.

## Organisationen für Schutz und Erhalt
Der Internationale Verband zum Schutz der Dunklen Europäischen Biene (SICAMM) ist ein Verband vieler Mellifera-Zuchtvereine Europas.
In der Schweiz wird die Dunkle Biene vom Verein Schweizerischer Mellifera Bienenfreunde gefördert.
In Österreich wird die Dunkle Biene vom Verein der Züchter der Dunklen Biene in Österreich (AMZ für Austria Mellifera Züchter) gefördert.
In Deutschland gibt es mehrere Initiativen, die sich für den Schutz der Dunklen Biene einsetzen (siehe auch Weblinks). Die Dunkle Biene wurde 2004 von der deutschen Gesellschaft zur Erhaltung alter und gefährdeter Haustierrassen (GEH) zur „Gefährdeten Nutztierrasse des Jahres“ erklärt.
Der Zuchtverband Dunkle Biene Deutschland e. V. wurde im Rahmen der UN-Dekade Biologische Vielfalt ausgezeichnet und wird von den Vereinten Nationen, bereits seit 2015, mit Fördergeldern unterstützt.

Die derzeit größte Imker-Vereinigung zum Schutz und Erhalt der Dunklen Biene in Deutschland stellt der Bundesverband Dunkle Biene Deutschland e. V. dar. Dieser zeichnet sich neben einer umfangreichen Erhaltungszucht die die Abgabe von Königinnen an Imker enthält, vor allem durch seine Öffentlichkeitsarbeit und die politische Arbeit gemeinsam mit anderen deutschen Imkerverbänden aus. Überdies unterstützt der Verband mehrere Projekte in ganz Deutschland.

## Schutzgebiete
Mit Wirkung zum 1. Januar 2014 wurden die schottischen Innere Hebriden-Inseln Colonsay in Verbindung mit Oronsay als Reservat für die Dunkle Europäische Biene eingerichtet; etwa 50 Völker leben dort. Die Haltung anderer Honigbienenrassen ist gesetzlich verboten, um die Reinrassigkeit zu schützen. Zudem kommen dort weder Bienenkrankheiten wie Nosemose oder Faulbrut noch die Varroamilbe vor.
In Deutschland finden sich aktuell die Belegstellen „Karwendel“ im Rißtal und Nordstrandischmoor und "Plauer Werder" in Mecklenburg-Vorpommern. In Österreich werden im Salzburger Land die Belegstellen „Schüttachgraben S6“ und „Schwabalm S2“ betrieben.
In der Schweiz ist die Dunkle Biene unter anderem im Kanton Glarus wieder heimisch, wo sie bereits 1977 unter Schutz gestellt wurde.

### Deutschland
- Bundesverband Dunkle Biene Deutschland e. V.
- Gemeinschaft zum Erhalt der Dunklen Biene e. V. (GEDB)
- Zuchtverband Dunkle Biene Deutschland e. V.
- Nordbiene
- Landesverband Dunkle Biene Bayern e. V.

### Österreich
- Verein der Züchter der Dunklen Biene in Österreich (AMZ)

### Schweiz
- Verein Schweizerischer Mellifera Bienenfreunde

### International
- Societas Internationalis pro Conservatione Apis Mellifera Mellifera (SICAMM)
- Belgien: Organisation de l'association Mellifica (Mellifica)
- Großbritannien: Bringing Back Black Bees (B4 Project)
- Irland: The Native Irish Honey Bee Society (NIHBS)
- Norwegen: Norsk Brunbielag (NBBL)
- Russland: Russian Association for Conservation Apis mellifera mellifera (RACAMM)
- Schweden: Föreningen och projektet NordBi (NordBi)
- Tschechische Republik: Vcelatmava, Spolek chovatelů včely tmavé